# Montlieu-la-Garde
Montlieu-la-Garde – miejscowość i gmina we Francji, w regionie Nowa Akwitania, w departamencie Charente-Maritime.
Według danych na rok 1990 gminę zamieszkiwało 1326 osób, a gęstość zaludnienia wynosiła 42 osób/km² (wśród 1467 gmin regionu Poitou-Charentes Montlieu-la-Garde plasuje się na 218. miejscu pod względem liczby ludności, natomiast pod względem powierzchni na miejscu 147.).